# 室蘭市
室蘭市（日语：／ Muroran shi */?）為北海道西南部（屬道南區域）沿海的城市。地處太平洋和內浦灣的交界處，以突出的繪鞆半島為中心，使當地具有天然良港的環境。室蘭市為膽振綜合振興局的所在地，但人口規模在膽振綜合振興局內為第二，僅次於苫小牧市。當地的鋼鐵工業十分發達，甚至被認為是新日本製鐵和日本製鋼所兩家製鐵公司的企業城下町。當地也有造船、煉油等工業，是北海道具代表性的重工業和港灣都市。室蘭市的觀光資源也很豐富，市內的測量山是候鳥的中轉地，該座山也是遊隼的繁殖地。室蘭週邊的海域也能目睹海豚、鯨魚等海洋哺乳動物。
由於轄區面積狹窄，人口密度高達1,225.82人/km²（2006年8月1日），在北海道僅次於札幌市。過去當地人口曾經多達18萬人，為北海道人口密度最高的城市。但在周邊的登別市、伊達市以及靠近札幌和新千歲機場的苫小牧市快速發展之後，人口逐漸外移，從1970年代開始逐漸減少，2005年起人口已低於10萬人。
城市名稱源自阿伊努語的「mo-ru-e-ran-i」，意思為由小坡道下來的地方，被認為是指轄區內崎守町仙海寺前面的斜坡。在明治時代，名稱則為「(moruran)」。

## 歷史
- 1593年1月：室蘭地成為松前藩領地。[9]
- 17世紀初：設置繪鞆場所。
- 1796年8月：英國軍艦來到繪鞆港口。
- 1854年5月：美國佩里艦隊來到室蘭並進行水域量測。
- 1872年6月：室蘭港開港。[8]
- 1891年11月：大黑島燈塔啟用。
- 1892年7月：室蘭～岩見澤之間的煤礦鐵路開通。
- 1900年7月1日：室蘭郡室蘭町成立，為北海道一級町，人口5,461人。[7]
- 1907年：日本製鋼所室蘭製作所開始營運。
- 1909年：北炭輪西製鐵場（現在的新日本製鐵室蘭製鐵所）開始營運。
- 1918年2月1日：改設置室蘭區。
- 1922年8月1日：改設室蘭市，人口52,158人。
- 1939年5月：設置官立室蘭高等工業學校（現在的室蘭工業大學）。
- 1961年4月：富士製鐵（現在的新日本製鐵室蘭製鐵所）完成當時日本最大的4號高爐。
- 1965年4月：室蘭港被指定為重要港灣。
- 1982年10月：第13回國勢調查結果，室蘭市人口首次低於同支廳內的苫小牧市。
- 1998年4月：白鳥大橋通車。
- 2005年10月：第18回國勢調查結果，室蘭市人口自1947年超越10萬人之後，首次低於10萬人。

## 產業
室蘭市內的室蘭港為北海道第二大港，次於苫小牧港，港灣面積1,409公頃，為日本第五大。產業以鋼鐵、造船、煉油等重工業為主，在此設廠的企業包括：
鋼鐵業
- 新日本製鐵室蘭製鐵所
- 日本製鋼所室蘭製作所
- 三菱製鋼室蘭特殊鋼室蘭製作所

石油相關產業
- 新日本石油精製室蘭製油所

造船業
- 楢崎造船
- 函館Dock室蘭製作所

## 交通

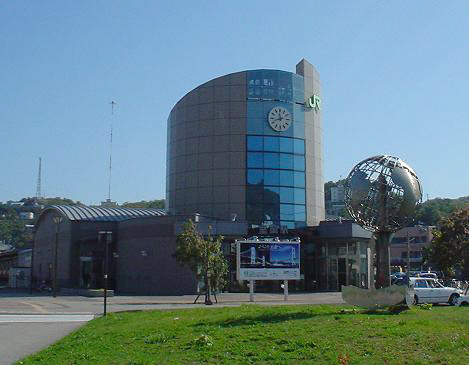
室蘭車站

### 鐵路
- 北海道旅客鐵道
  - 室蘭本線：崎守車站 - 本輪西車站 - 東室蘭車站 - （鷲別車站）
  - 室蘭本線支線：室蘭車站 - 母戀車站 - 御崎車站 - 輪西車站 - 東室蘭車站
  - 北海道南迴新幹線（規劃中）
- 日本貨物鐵道
  - 室蘭本線：陣屋町車站 - 本輪西車站 - 東室蘭車站

### 航運
- 東日本渡輪
  - 室蘭港 - 青森港
  - 室蘭港 - 直江津港（新潟縣上越市） - 博多港（福岡縣福岡市）

### 道路
| 高速道路 - 道央自動車道：室蘭交流道 - 本輪西休息區 一般國道 - 國道36號 - 國道37號 主要地方道 - 北海道道107號室蘭環狀線 - 北海道道127號室蘭內部線 | 道道 - 北海道道699號室蘭港線 - 北海道道704號崎守停車場線 - 北海道道782號上登別室蘭線 - 北海道道844號祝津西小路中央線 - 北海道道919號中央東線（觀光道路） - 北海道道1081號東室蘭停車場線 |

### 巴士
- 道南巴士
- 北海道中央巴士：往札幌方向之長程路線

## 觀光景點
| - 室蘭八景 - 室蘭港夜景 - 測量山景觀 - 大黑島 - 繪鞆岬 - 金屏風、銀屏風 - 地球岬 - 白鳥大橋（東日本最長的吊橋） - 白鳥大橋記念館 - （日本渚百選） - 室蘭岳 - 岬燈塔 - 東蝦夷地南部藩陣屋跡陣屋跡 - 市立室蘭水族館 - 舊室蘭車站 - 室蘭市青少年科學館 - 室蘭市民俗資料館「咚叮館」 - 高野山大正寺（北海道三十三觀音靈場33番札所） - 室蘭市入江運動公園 - 室蘭溫泉 - 樂樂溫泉 | - 測量山開山大會（每年5月） - 美麗美麗共和國建國祭（每年6月） - 室蘭港祭（每年7月） - 夏季慶典（每年8月） - 裸神輿（每年8月） - 白鳥慶典（每年9月） - 市民大運動會（每年9月） - 室蘭風味港町同窗會（每年10月） - 室蘭夢燭（12月） - 白鳥大橋跨年倒數（12月） - 室蘭冬祭（2月） - 海濱市集 - 本輪西遺跡（國指定重要文化財） - 室蘭市舊室蘭車站（國登錄有形文化財） - 東蝦夷地南部藩陣屋跡陣屋跡（國史跡） |

## 教育

### 大學、短期大學
- 室蘭工業大學
- 文化女子大學室蘭短期大學（已於2009年3月廢校）
- 北海道大學北方生物圈領域科學中心－水域站室蘭臨海實驗所
- 室蘭港立市民大學

### 高等學校
| - 道立 - 道立北海道室蘭榮高等學校（页面存档备份，存于） - 道立北海道室蘭清水丘高等學校（页面存档备份，存于） - 道立北海道室蘭東翔高等學校（页面存档备份，存于） - 道立北海道室蘭工業高等學校 - 道立北海道室蘭商業高等學校（页面存档备份，存于）（預定於2008年3月底廢校） | - 私立 - 海星學院高等學校（页面存档备份，存于） - 室蘭大谷高等學校（页面存档备份，存于） |

### 專門學校
- 北海道立室蘭高等技術專門學院（页面存档备份，存于）

### 中學校
| - 室蘭市立港南中學校 - 室蘭市立北辰中學校 - 室蘭市立星蘭中學校 - 室蘭市立鶴崎中學校 - 室蘭市立東中學校 | - 室蘭市立東明中學校 - 室蘭市立蘭東中學校 - 室蘭市立向陽中學校 - 室蘭市立港北中學校 - 室蘭市立本室蘭中學校 |

### 小學校
| - 室蘭市立繪鞆小學校 - 室蘭市立櫻丘小學校 - 室蘭市立常盤武揚小學校 - 室蘭市立地球岬小學校 - 室蘭市立天澤小學校 - 室蘭市立大澤小學校 - 室蘭市立海陽小學校 - 室蘭市立高砂小學校 - 室蘭市立水元小學校 - 室蘭市立知利別小學校 | - 室蘭市立中島小學校 - 室蘭市立日新小學校 - 室蘭市立八丁平小學校 - 室蘭市立高平小學校 - 室蘭市立本輪西小學校 - 室蘭市立陣屋小學校 - 室蘭市立本室蘭小學校 - 室蘭市立白鳥台小學校 - 室蘭市立喜門岱小學校 |

## 姊妹市・友好都市

### 日本
- 靜岡市（靜岡縣）：於1976年12月與清水市締結姊妹都市[9]，並於清水市合併為靜岡市後繼續維持。
- 上越市（新潟縣）：於1995年10月締結姊妹都市。
- 宮古島市（沖繩縣）：於1998年8月3日與平良市締結交流都市，並於平良市合併為宮古島市後繼續維持。

### 海外
- 日照市（中華人民共和國 山東省）：於2002年7月締結友好都市。
- 諾克斯維爾（美國 田納西州）：於1991年1月締結姊妹都市。

## 本地出身的名人
★表示被任命為「室蘭大使」者。
| 政治家 - 櫻井忠：政治家、前苫小牧市長 - 南條德男：政治家、前建設大臣、農林大臣 藝文 - 我妻綠巢：書法家、北海道書法連盟理事長 - 五十嵐優美子：漫畫家，生於旭川市，幼年期待於室蘭市。 - 石村博子：散文作家 - 岩泉舞：漫畫家 - 大村友樹：長笛演奏家、東京城市愛樂交響樂團成員 - 沖藤典子：散文作家 - 織田淳太郎：散文作家 - 掛川源一郎：攝影師 - 今野雄二：電影評論家 - 田中直樹：設計師，生於島牧村，在室蘭就讀專修學校 - 高橋美鈴：NHK播音員 - 高松雄一：英文學者 - 土田英介：作曲家★ - 寺尾五郎：歴史學者 - 富盛菊枝：兒童文學者 - 長嶋有：芥川龍之介賞作家 - 中村睦男：憲法學者、北海道大學校長 - 堀伸浩：NHK播音員 - 久田惠：散文作家★ - 平口廣美：漫畫家、錄影導演 - 三浦清宏：芥川龍之介賞作家 - 森征一：法學者 - 八木義德：芥川龍之介賞作家 - 安田史生：作曲家 - 山本義幸：東北放送播音員 - 曾根富美子：漫畫家 | 體育 - 上野秀章：足球選手 - 飯塚高史：職業摔角選手 - 大岩真由美：足球裁判 - 賀谷英司：前足球選手 - 北葉山英俊：大相撲前大關 - 京谷和幸：輪椅籃球選手★ - 財前宣之：足球選手 - 佐佐木美紀：排球選手 - 佐藤盡：足球選手 - 城彰二：足球選手 - 菅原智：足球選手 - 貴乃花健士：大相撲前大關 - 野田知：足球選手★ - 雙津龍順一：大相撲前小結 - 北天佑勝彦：大相撲前大關 - 堀井學：前競速滑冰選手、北海道議會議員★ - 阿部哲也：前足球選手 - 石川武：籃球教練 - 石川晃：前職業棒球選手 演藝 - 安倍夏美：歌手、前早安少女組成員 - 安倍麻美：藝人、安倍夏美之妹妹 - 飯田圭織：歌手、前早安少女組成員 - 近江谷太朗：俳優 - 大谷雅惠：歌手 - 清水真由美：女演員 - 城卓矢：歌手 - 立野至美：女高音★ - 田部京子：前鋼琴家 - 袴田雪繪：前演歌歌手 - hiro:n：前歌手 - 松田園子：前模特兒 - 美香：前模特兒 - 安田顕：前藝人、TEAM-NACS★ - 夢輝のあ：前寶塚歌劇團星組男役 - 生田斗真：傑尼斯事務所旗下藝人 |

## 外部連結
行政
- 室蘭市
- 室蘭市役所的Facebook專頁
- 室蘭市公式 Twitter的X（前Twitter）
- 北海道室蘭市的Instagram帳戶
- YouTube上的室蘭市公式チャンネル頻道

産業
- むろらんの環境産業 （页面存档备份，存于）
- 室蘭ものづくり （页面存档备份，存于）
- 室蘭商工会議所 （页面存档备份，存于）

観光
- おっと！むろらん -室蘭観光情報サイト- （页面存档备份，存于）
- 室蘭市観光課的X（前Twitter）